# Waldecker Weg
Der Waldecker Weg ist ein gut 50 Kilometer langer Wanderweg des Sauerländischen Gebirgsvereins (SGV) im Hochsauerlandkreis und im Landkreis Waldeck-Frankenberg im Osten des Sauerlands.  

## Verlauf

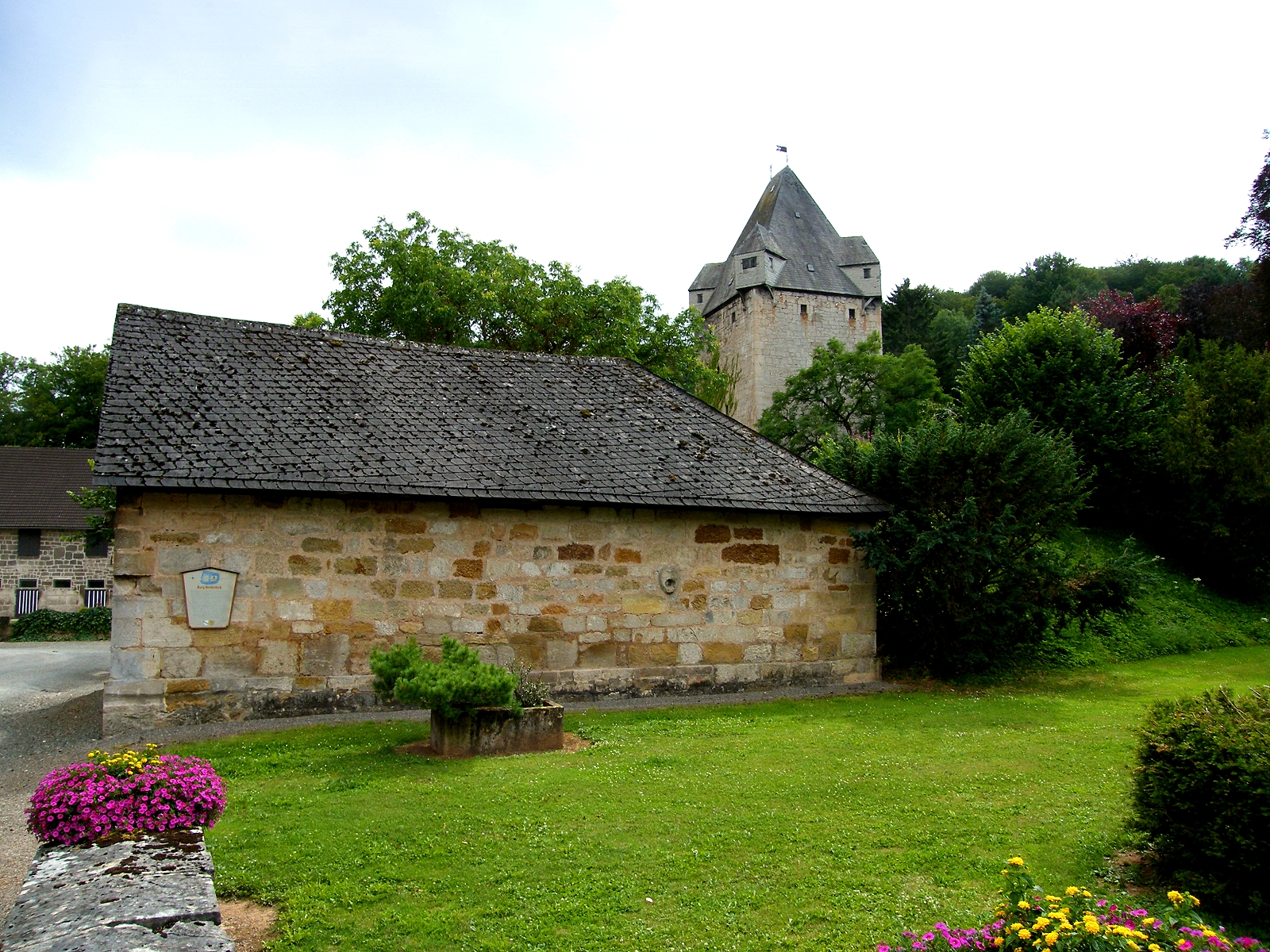
Ehemalige Wasserburg in Nordenbeck

Der als Hauptwanderweg 21 bezeichnete Waldecker Weg führt von Brilon aus über die Stationen:
- Pulvermühle, 5 km
- Bontkirchen, 11 km
- Ottlar, 16,5 km
- Schweinsbühl, 22,5 km
- Rhena, 28 km
- Eisenberg, 35 km
- Nordenbeck, 37,5 km
- Nieder-Ense, 40 km
- Herzhausen (Edersee), 50 km

Der Wanderweg fällt in die Kategorie der Hauptwanderwege des Sauerländischen Gebirgsvereins und hat wie alle anderen Hauptwanderstrecken als Wegzeichen das weiße Andreaskreuz X, an Kreuzungspunkten um die Zahl 21 erweitert.